# Santinezia serratotibialis
Santinezia serratotibialis is een hooiwagen uit de familie Cranaidae.